# 海老名市北部公園体育館
海老名市北部公園体育館（えびなしほくぶこうえんたいいくかん）は、神奈川県海老名市上今泉6丁目にある市立の体育館である。市施設が市央・南西部に集中している事による北部市域の住民サービス格差を是正するために設置したもの。

## 概要
- 所在地：神奈川県海老名市上今泉6丁目14-1 北部公園内
- 所管：海老名市教育委員会生涯学習部スポーツ課

## 施設内部
- 1F：受付、トレーニングルーム、更衣室、屋内プール（25 m×5コース、幼児用プール、ジャグジー）
- 2F：ホール
- 屋外：テニスコート